# Bajanhongor tartomány
Bajanhongor tartomány (mongolul: Баянхонгор аймаг) Mongólia huszonegy tartományának (ajmag) egyike. Az ország középső és  délnyugati részén terül el, székhelye Bajanhongor. Bajanhongor tartomány Dzavhan tartomány, Dél-Góbi tartomány, Góbi-Altaj tartomány, Övörhangaj ajmag, Észak-Hangáj tartomány és Belső-Mongólia Autonóm Terület tartományokkal határos. Lakosainak száma 83 936 fő (2015).
- Népesség – 82 229 fő (2006)[1]
- Népsűrűség – 0,71 fő/km²

## Földrajz
Nyugaton Góbi-Altaj-, északon Dzavhan- és Észak-Hangáj-, keleten Dél-Hangáj-, délkeleten Dél-Góbi tartománnyal, valamint délen Kínával határos.
A tartomány északi fele a Hangáj-hegység központi részére és dél felé lenyúló platójára terjed ki, melyet részben ligetes puszta (erdős sztyepp), dél felé egyre inkább száraz sztyepp borít. Jóval délebbre a Mongol-Altaj délkeleti nyúlványai és a Góbi-Altaj északnyugat–délkeleti csapású vonulatai húzódnak. Itt van a tartomány legmagasabb pontja, az Ih-Bogd-hegység Tergun-Bogd csúcsa (Тэргун Богд, 3959 m). A két hegység által közrezárt, délkelet felé hosszan elnyúló lefolyástalan medence a Tavak völgye (Нууруудын хөндий), legnagyobb tava a 252 km2 kiterjedésű Bőn-Cagán-tó (Бөөн цагаан нуур).
A Hangaj-hegységből több folyó indul a déli medence felé, de a kisebbek vize többnyire elvész a félsivatagban. A jelentősebb folyók:
- Bajdrag (Байдраг гол, 295 km), fő ága a Bőn-Cagán-tóba ömlik; mellékfolyója az Öldzít (Өлзийт)
- Tüj (Түйн гол, 243 km), az Orog-tóba (Орог-нуур) torkollik, de vize néha elvész, mielőtt a tavat elérné. Jelentősebb mellékfolyója a Sargaldzsút (Шаргалжуут гол) , melynek völgyében találhatók az ország legforróbb vízű, kb. 90 fokos forrásai.

A tartomány legdélibb része az Altajon túli Góbi vidékéhez tartozik. A hegyekből leereszkedő kisebb folyók vize ott szinte mindenütt elvész a sivatagban.

## Népesség
| 2011 | 76 085 |
| 2015 | 83 936 |

## Járások

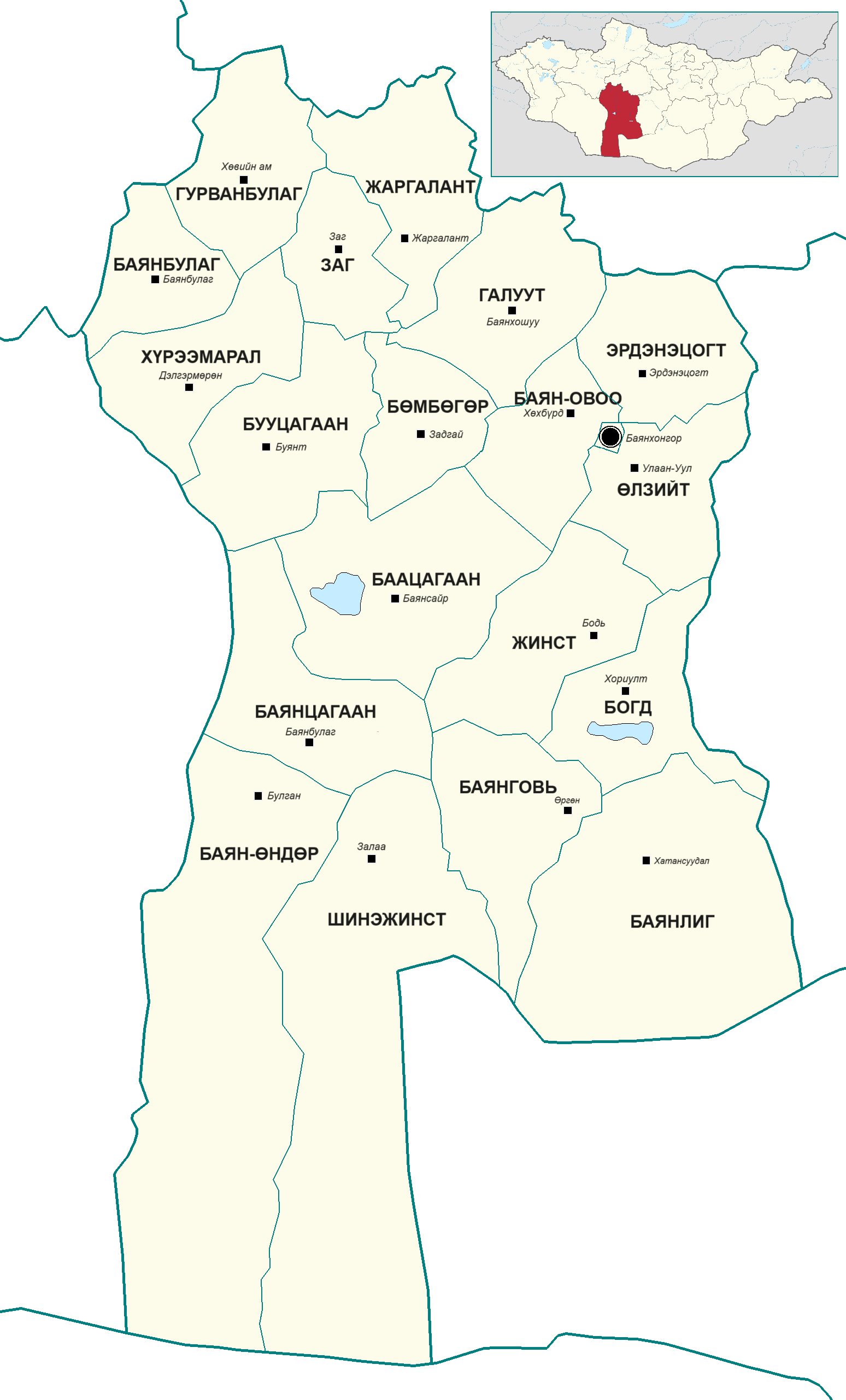
Bajanhongor tartomány járásai

| Járás              | Mongol nyelven  |
| Bácagán járás      | Баацагаан сум   |
| Bajanbulag járás   | Баянбулаг сум   |
| Bajangobi járás    | Баянговь сум    |
| Bajanlig járás     | Баянлиг сум     |
| Bajan-Ovó járás    | Баян-Овоо сум   |
| Bajan-Öndör járás  | Баян-Өндөр сум  |
| Bajancagán járás   | Баянцагаан сум  |
| Bogd járás         | Богд сум        |
| Bömbögör járás     | Бөмбөгөр сум    |
| Búcagán járás      | Бууцагаан сум   |
| Erdenecogt járás   | Эрдэнэцогт сум  |
| Galút járás        | Галуут сум      |
| Gurvanbulag járás  | Гурванбулаг сум |
| Dzsargalant járás  | Жаргалант сум   |
| Dzsinszt járás     | Жинст сум       |
| Hürémaral járás    | Хүрээмарал сум  |
| Öldzít járás       | Өлзийт сум      |
| Sinedzsinszt járás | Шинэжинст сум   |
| Dzag járás         | Заг сум         |